# アウグステ・フォン・プロイセン
クリスティーネ・フリーデリケ・アウグステ・フォン・プロイセン（Prinzessin Christine Friederike Auguste von Preußen, 1780年5月1日 - 1841年2月19日）は、プロイセン王フリードリヒ・ヴィルヘルム2世の娘で、ヘッセン選帝侯ヴィルヘルム2世の最初の妻。

## 生涯
フリードリヒ・ヴィルヘルム2世とその2番目の妃でヘッセン＝ダルムシュタット方伯ルートヴィヒ9世の娘であるフリーデリケの間の娘として生まれた。画家としての才能に恵まれ、自画像なども現在まで残っている。1797年2月13日にベルリンにおいて、当時はヘッセン＝カッセル方伯家の世子だったヴィルヘルムと結婚した。
これは完全な政略結婚だったせいもあって、夫婦仲はだんだんと非常に険悪になり、最後の子供が生まれた1806年頃には、夫婦関係は完全に形だけのものになった。しかし別居に関する契約内容をめぐって夫妻は10年近くのあいだカッセルで争いを続けたため、正式に別居したのは1815年になってからだった。アウグステはカッセル郊外のシェーンフェルト城（Schloss Schönfeld）に移ったが、夫はすでに愛人で後に2番目の妻となる、エミーリエ・オルトレップと同居していた。
アウグステの周りには選帝侯の宮廷に反発するロマン主義派の野党勢力が集まり、彼らはアウグステの居城に因んで「シェーンフェルト派（Schönfelder Kreis）」と呼ばれた。同派はルートヴィヒ・ハッセンプフルク（Ludwig Hassenpflug）、ヨーゼフ・フォン・ラドヴィッツ（Joseph von Radowitz）、グリム兄弟といった政治家や知識人によって構成されていた。
「シェーンフェルト派」は1823年、アウグステの夫の選帝侯ヴィルヘルム2世によって弾圧され、マールブルクに拠点を移した。アウグステも1826年より選帝侯領を離れ、デン・ハーグ、コブレンツ、ボン、フルダなどを転々としていた。しかし1830年の革命騒ぎに際し、長男のフリードリヒ・ヴィルヘルムが選帝侯領の摂政となり、ヴィルヘルム2世と愛妾エミーリエ（ライヒェンバッハ＝レッソニッツ伯爵夫人となっていた）がカッセルの宮廷を去ると、カッセルに帰還した。

## 子女
- ヴィルヘルム・フリードリヒ・カール・ルートヴィヒ（1798年 - 1802年）
- カロリーネ・フリーデリケ・ヴィルヘルミーネ（1799年 - 1854年）
- ルイーゼ・フリーデリケ（1801年 - 1803年）
- フリードリヒ・ヴィルヘルム（1802年 - 1875年） - ヘッセン選帝侯
- マリー・フリーデリケ・ヴィルヘルミーネ・クリスティーネ（1804年 - 1888年） - 1823年、ザクセン＝マイニンゲン公ベルンハルト2世と結婚
- フリードリヒ・ヴィルヘルム・フェルディナント（1806年）